# Symphonie no 16 de Michael Haydn
Pour les articles homonymes, voir Symphonie no 16.
La Symphonie no 16 en la majeur, Perger 6, Sherman 16, Sherman-révisé 17, MH 152, est une symphonie de Michael Haydn, qui a été composée à Salzbourg en 1771.

## Analyse de l'œuvre
La position du Menuet (en seconde position) est inhabituelle dans les symphonies de Michael Haydn.
Elle comporte quatre mouvements :
1. Allegro molto, en la majeur
2. Menuet et Trio (le Trio en la mineur)
3. Andante, en ré majeur
4. Allegro molto

Durée de l'interprétation : environ 17 minutes.

## Instrumentation
La symphonie est écrite pour 2 hautbois, 2 bassons, 2 cors et les cordes.